# Liste der Baudenkmäler in Wendelstein (Mittelfranken)
Auf dieser Seite sind die Baudenkmäler in dem mittelfränkischen Markt Wendelstein zusammengestellt. Diese Tabelle ist eine Teilliste der Liste der Baudenkmäler in Bayern. Grundlage ist die Bayerische Denkmalliste, die auf Basis des Bayerischen Denkmalschutzgesetzes vom 1. Oktober 1973 erstmals erstellt wurde und seither durch das Bayerische Landesamt für Denkmalpflege geführt wird. Die folgenden Angaben ersetzen nicht die rechtsverbindliche Auskunft der Denkmalschutzbehörde.

## Ensembles

### Ensemble Glasschleife Sorg mit Talstraße/Am Sillberg

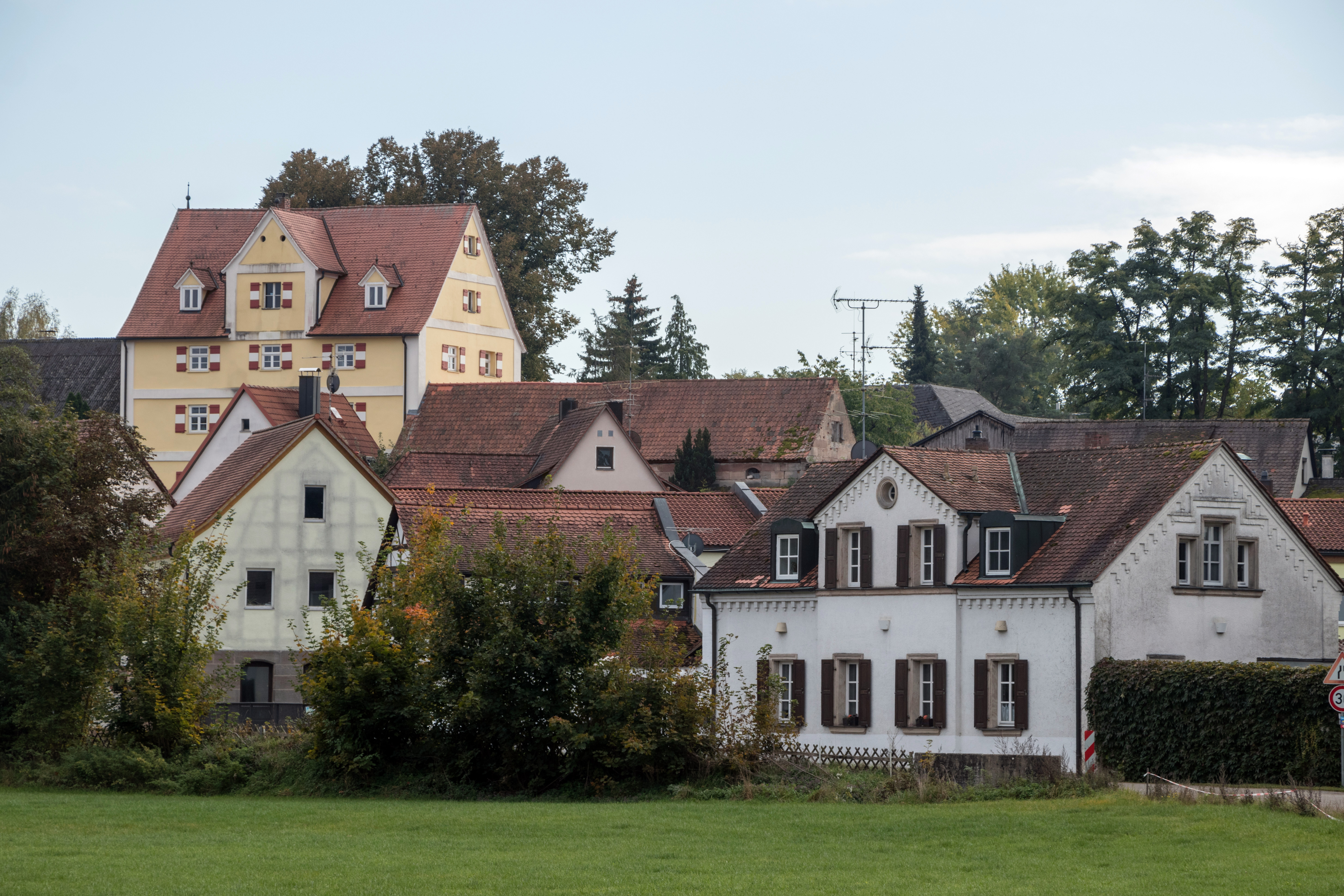
Ensemble Sorg

Das Ensemble umfasst das am südlichen Rand des Schwarzachtales gelegene Optische Werk und die Bebauung der schmalen, von der Schwarzachbrücke auf die Hochterrasse führenden Straße in ihrem unteren Teil. Das am Fluss gelegene Werk mit seinen niedrigen Werkstätten- und Verwaltungstrakten ist aus dem bereits 1347 gegründeten Hammerwerk der Herren von Kornberg hervorgegangen, das als solches bis 1914 betrieben wurde, um dann als Glasschleife (Optische Fabrik) eingerichtet zu werden. Längs der ansteigenden Straße reihen sich ein kleineres gründerzeitliches Wohnhaus – wohl des Fabrikanten –, ein bäuerliches Anwesen mit Gasthaus, das kleine Gemeindehaus mit Dachreiter und kleinere Wohnhäuser. Bei der Bebauung handelt sich um ein- und zweigeschossige Satteldachbauten des 18./19. Jahrhunderts, verputzt oder in Sandsteinquaderung. Hinter der südlichen Häuserreihe ragt ein Turm auf, der wohl im Spätmittelalter zum Schutz des Hammerwerks errichtet wurde. Aktennummer: E-5-76-151-3.

### Ensemble Ortskern Röthenbach bei Sankt Wolfgang

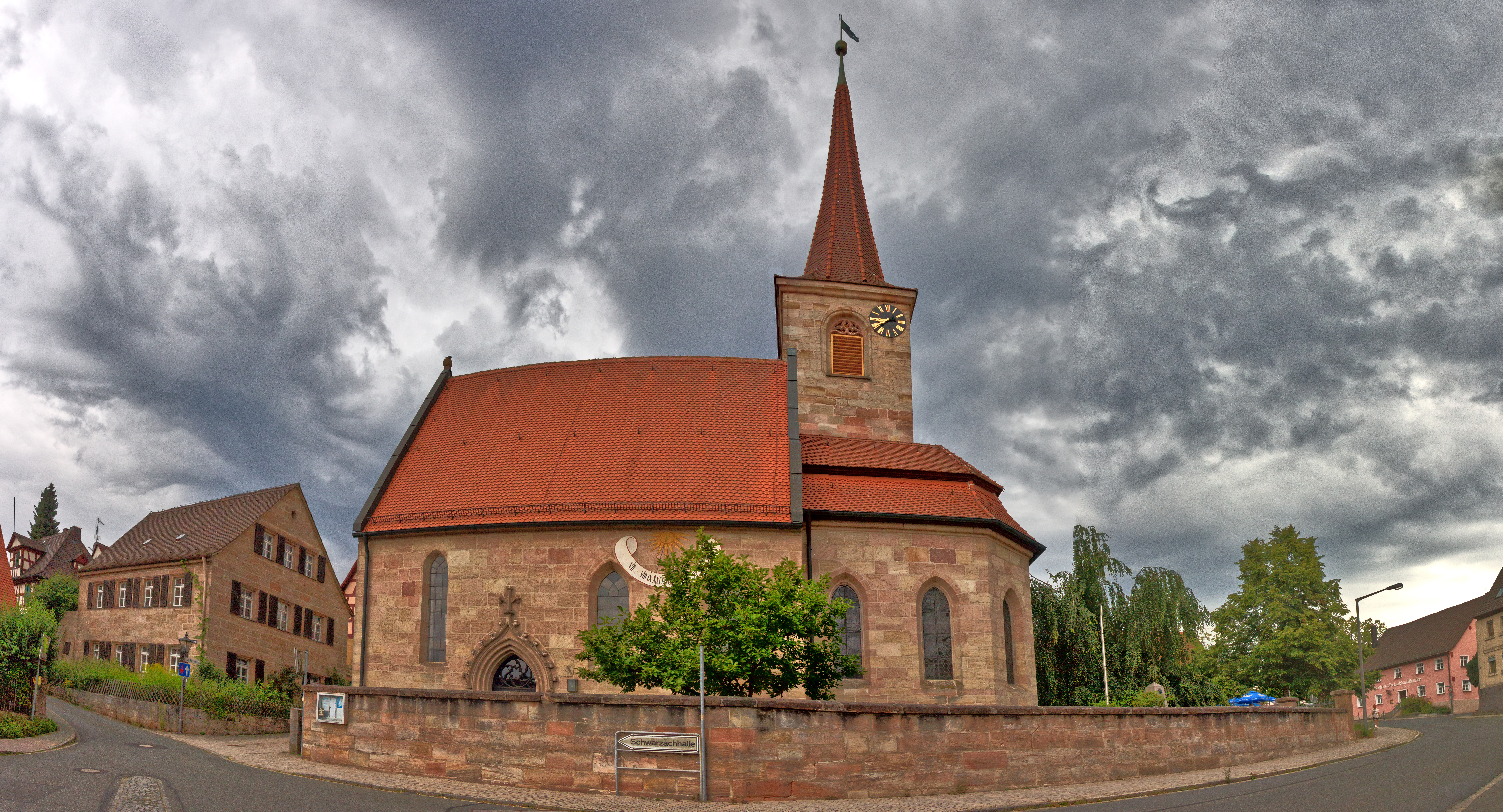
Ensemble im Ortskern

Das Ensemble umfasst den historischen Ortskern von Röthenbach längs der Alten Salzstraße, einer alten Durchgangsstraße, die von Nord nach Süd das Schwarzachtal quert und nördlich im Bogen ansteigt. Der größere und nördlich der Schwarzach gelegene Ortsteil, der ehedem der Reichsstadt Nürnberg zugehörte, wird vom Sandsteinquaderbau der spätgotischen Pfarrkirche beherrscht. Nach Westen in gleicher Flucht schließen sich die Sandsteinbauten des Pfarrhauses und des Gemeindehauses an. Nördlich und östlich der Kirche erheben sich große alte Gasthöfe am Hang, die von Fachwerknebenbauten begleitet werden. Sie veranschaulichen die alte Bedeutung Röthenbachs als Wallfahrtszentrum (Wolfgangskult) und als Raststation an der alten Fernstraße. Es handelt sich um Steilgiebelbauten des 17./18. Jahrhunderts im Kern meist Fachwerkanlagen. Südlich sind ihnen niedriger gestaffelte Bauernhäuser und einzelne Neubauten vorgelagert, vor denen sich die das Ortsbild stark mitbestimmenden unbebauten Talwiesen ausbreiten.
Südlich der Schwarzach liegt der viel kleinere Ortsteil, der der Markgrafschaft von Ansbach unterstellt war. Eine Gruppe vier alter, südlich der Brücke vor einer Waldfolie gelegener Anwesen, darunter das ansbachische Richterhaus und das Zollhaus, treten in Blickbeziehung zum Hauptteil des Dorfes am gegenüberliegenden Hang. Obwohl insgesamt diese historischen Herrschaftsverhältnis für das Ortsbild prägend geblieben sind, kann Röthenbach bei St. Wolfgang als charakteristisches Dorfbild des Nürnberger Umlandes bezeichnet werden.
Aktennummer: E-5-76-151-2

### Ensemble Ortskern Wendelstein

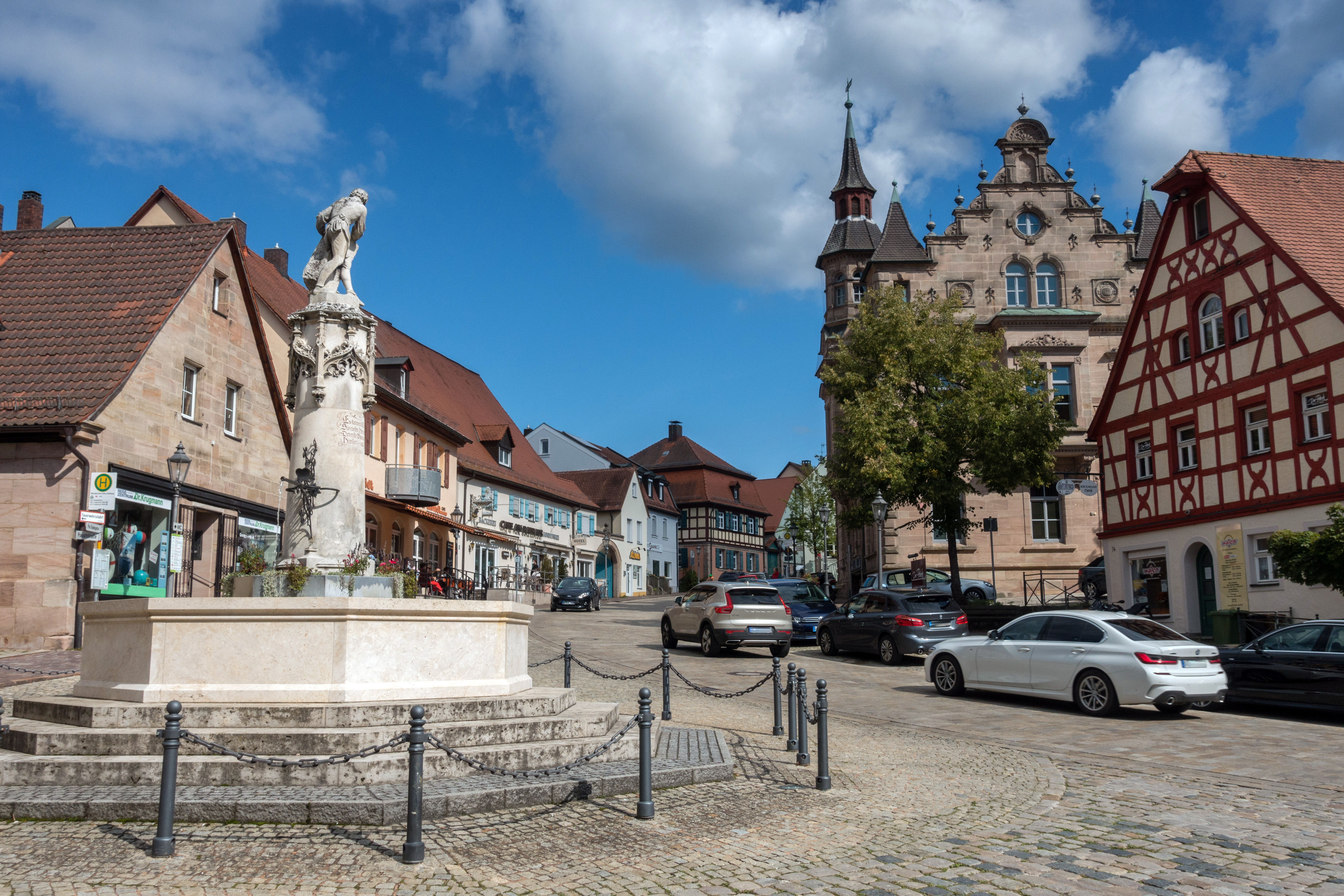
Ensemble im Ortskern

Das Ensemble umfasst den gesamten historischen Marktort zwischen der Talniederung im Süden und der Schwarzachschleife im Westen, Norden und Nordosten. In weitem Bogen zur Hochterrasse mit dem zuoberst im Nordosten gelegenen Kirchenbezirk ansteigend ist die west-ost-gerichtete Hauptstraße die tragende Achse des 1282 erstmals urkundlich genannten, in einer Schwarzachschleife entstandenen Ortes, der sich aus einem Königshof des 11. Jahrhunderts entwickelt hat. Der Platz des Königshofes ist heute nur noch durch das lange zu Nürnberg gehörige ehemalige Schlösschen, Kirchenstraße 3, gekennzeichnet. Doch zusammen mit der Pfarrkirche St. Georg und deren Kirchhofbefestigung ist hier das Abseits liegende ehemalige Zentrum erhalten geblieben, das auf die Geschichte des Ortes hinweist bzw. diese anschaulich tradiert.
Den heutigen Kernbereich des Ortes bildet die Hauptstraße zwischen dem abgegangenen Unteren und Oberen Tor. Dieser bogig geführte Straßenzug weitet sich in ihrem mittleren Teil bei der Einmündung der Mühlstraße zu einem dreieckigen Marktplatz aus. Obgleich Wendelstein niemals das Marktrecht erlangt hatte, besitzt es dennoch seit dem Spätmittelalter alle Eigenschaften eines Marktes und wird seit 1529 als ein solcher genannt. Die bürgerlich geprägte Bebauung ist überwiegend geschlossen und besteht aus vornehmlich traufseitigen Häusern des 17. bis 19. Jahrhunderts mit Sattel-, Walm- und Mansarddächern, unter denen sich Fachwerk-, Putz- und Hausteinbauten finden. Leichte Vor- und Rücksprünge der Gebäude sowie Staffelungen beleben den Gesamtcharakter des Ensembles ebenso wie die Pflasterung des Straßenzuges und der 1878 von Friedrich Wanderer errichtete Ludwigsbrunnen. Beherrschend ist das zentral gelegene, 1886/87 errichtete Rathaus, ein aufwendiger Hausteinbau in Neurenaissanceformen, der den gründerzeitlichen wirtschaftlichen Aufschwung dokumentiert. Weitere das Bild der Hauptstraße bestimmende Bauten sind das Fachwerkhaus Nr. 13, das barocke Pfarrhaus Nr. 25 sowie der Fachwerkbau des ehemaligen Armen- und Schulhauses Untere Rathausgasse 24.
Eng verzahnt mit der Umbauung der Hauptstraße ist der südlich anschließende Siedlungsbereich, der von der parallel verlaufenden, schmalen Unteren Rathausgasse erschlossen wird. Locker und unregelmäßig angelegt finden sich hier kleinere trauf- und giebelständige Satteldachhäuser des 17. bis 19. Jahrhunderts. Entlang der Unteren Rathausgasse verläuft dort außerdem der noch wahrnehmbare Grabeneinschnitt des alten, Anfang des 16. Jahrhunderts angelegten Befestigungsringes. Dieser kleinbürgerlich geprägte, in seiner historischen Substanz weitgehend erhaltenen Siedlungsbereich ist in besonderer Weise charakteristisch für die wirtschaftliche Struktur des Ortes, dessen Bewohner seit dem 14. Jahrhundert vor allem gewerblich tätig waren. Neben dem Handwerk der Schmiede findet sich das der Messerer, Klingenschmiede, Schleifer und Scheidenmacher, später auch das der Drechsler. Südlich des Rathauses weitet sich die Untere Rathausgasse zu einem dreieckigen platzartigen Zentrum, das auf die gegenüberliegende Marktstraße axial bezogen ist.
Nach Norden erstreckt sich in der Achse des Rathausbaues die unterschiedliche bebaute Marktstraße, die schließlich in die Fabrikstraße übergeht. Letzterer ein Straßenname, der geschichtlich vielsagend ist, da die Straße zur ehemaligen Papiermühle mit einem Bau des 17. Jahrhunderts führt, die sich zu einer Fabrik entwickelt hatte. Der nördliche ist einerseits durch das Straßenkreuz Fabrikstraße/Marktstraße und Kirchenstraße/Vorderer Mühlbuck städtebaulich geordnet und andererseits doch unregelmäßig bebaut. Prägend geblieben sind die Herrenhäuser bzw. fabrikmäßigen Mühlengebäude an der Schwarzach wie die unregelmäßige kleinteilige Wohnhausbebauung, wohl für die Mühlenarbeiter. Allerdings ist diese historische Struktur durch die am Südende der Mühlenstraße errichtete neue Wohnhausbebauung beeinträchtigt worden.
Aktennummer: E-5-76-151-1

## Baudenkmäler nach Gemeindeteilen

### Wendelstein

#### Innerhalb des Ensembles
| Lage                                     | Objekt                                                           | Beschreibung | Akten-Nr.               | Bild           |
| ---------------------------------------- | ---------------------------------------------------------------- | --- | ----------------------- | -------------- |
| Enßerweg 1 (Standort)                    | Wohnhaus                                                         | Zweigeschossiger, giebelständiger Steilsatteldachbau mit Eckrustika und verputztem Fachwerkobergeschoss und -giebel, frühes 18. Jahrhundert, Putzgliederungen neubarock, Ende 19. Jahrhundert. | D-5-76-151-13           | weitere Bilder |
| Fabrikstraße 6 (Standort)                | Türsturz                                                         | Bezeichnet mit „1717“. | D-5-76-151-4            | weitere Bilder |
| Fabrikstraße 13 (Standort)               | Wohnhaus                                                         | Zweigeschossiger, traufseitiger und verputzter Steilsatteldachbau, 18. Jahrhundert, 1885 aufgestockt. | D-5-76-151-6            | weitere Bilder |
| Fabrikstraße 15 (Standort)               | Scheune                                                          | Zweigeschossiger, giebelständiger Fachwerkbau mit Satteldach, 17./frühes 18. Jahrhundert. | D-5-76-151-7            | weitere Bilder |
| Fabrikstraße 16 (Standort)               | Ehemalige Papiermühle, Herrenhaus                                | Dreigeschossiger, giebelständiger Sandsteinquaderbau mit Steilsatteldach und Fachwerkgiebel, Ädikulaportal bezeichnet mit „1631“. | D-5-76-151-8            | weitere Bilder |
| Fabrikstraße 14 (Standort)               | Ehemalige Papiermühle, ehemaliges Fabrikgebäude                  | Langgestreckter, zweigeschossiger Sandsteinquaderbau mit Satteldach, angeschlossenem Fachwerkbau im Osten und Fabrikschornstein im Westen, 1867/68, Fachwerkanbau und Schornstein zweite Hälfte 19. Jahrhundert. | D-5-76-151-8 zugehörig  | weitere Bilder |
| Fabrikstraße 17/19 (Standort)            | Ehemaliger Bauernhof, Wohnhaus                                   | Zweigeschossiger, traufseitiger Sandsteinquaderbau mit Steilsatteldach, 18./frühes 19. Jahrhundert. | D-5-76-151-9            | weitere Bilder |
| Hauptstraße (Standort)                   | Wendenbrunnen, sogenannter Schöner Brunnen                       | Oktogonales Sandsteinbecken mit mittiger Brunnensäule und Figur, neugotisch, als Ludwigsbrunnen entworfen von Friedrich Wanderer, 1878. | D-5-76-151-27           | weitere Bilder |
| Hauptstraße 4 (Standort)                 | Ackerbürgerhaus                                                  | Zweigeschossiger, giebelständiger Steilsatteldachbau mit Sandsteinerdgeschoss und Fachwerkobergeschoss und -giebel, bezeichnet mit „1801“, rückseitiger Anbau nach 1821. | D-5-76-151-12           | weitere Bilder |
| Hauptstraße 12 (Standort)                | Gasthaus                                                         | Zweigeschossiger, traufseitiger Sandsteinquaderbau mit verputztem Fachwerkobergeschoss, Schopfwalm und Zwerchhaus, hofseitig mit Laube, im Kern dendrochronologisch datiert auf 1569, Zwerchhaus 1925. | D-5-76-151-14           | weitere Bilder |
| Hauptstraße 12 (Standort)                | Nebengebäude                                                     | Sandsteinquaderbau mit Satteldach, bezeichnet mit „1870“. | D-5-76-151-14 zugehörig | weitere Bilder |
| Hauptstraße 13 (Standort)                | Ehemaliges Ackerbürgerhaus                                       | Zweigeschossiger, giebelständiger Steilsatteldachbau mit Aufzugsdächlein, Sandsteinerdgeschoss und Fachwerkobergeschoss und -giebel, bezeichnet mit „1705“. | D-5-76-151-15           | weitere Bilder |
| Hauptstraße 13 (Standort)                | Scheune                                                          | Schmaler, zweigeschossiger Steilsatteldachbau mit Aufzugsdächlein, Fachwerkobergeschoss und -giebel, gleichzeitig. | D-5-76-151-15 zugehörig | weitere Bilder |
| Hauptstraße 13 (Standort)                | Hofmauer                                                         | Sandsteinquaderbau, gleichzeitig. | D-5-76-151-15 zugehörig | weitere Bilder |
| Hauptstraße 14 (Standort)                | Ehemaliges Wohnstallhaus                                         | Zweigeschossiger, giebelständiger Steilsatteldachbau mit Aufzugsdächlein und Fachwerkobergeschoss und -giebel, im Kern 17. Jahrhundert, um 1700 nach Norden erweitert, Anfang 20. Jahrhundert verändert. | D-5-76-151-165          | weitere Bilder |
| Hauptstraße 18 (Standort)                | Rathaus                                                          | Zweigeschossiger, traufseitiger Sandsteinquaderbau mit Satteldach, reicher Gliederung, Treppengiebeln, Erkern und Turmaufsätzen, Neurenaissance, von Max Lange, 1886/87. | D-5-76-151-17           | weitere Bilder |
| Hauptstraße 19 (Standort)                | Ehemaliges Gasthaus                                              | Zweigeschossiger, traufseitiger Steilsatteldachbau mit verputztem Fachwerkobergeschoss, Fachwerk am Ostgiebel freiliegend, erste Hälfte 15. Jahrhundert. | D-5-76-151-18           | weitere Bilder |
| Hauptstraße 19 (Standort)                | Hofeinfahrt                                                      | Segmentbogige Sandsteinöffnung, 17./18. Jahrhundert. | D-5-76-151-18 zugehörig | weitere Bilder |
| Hauptstraße 20 (Standort)                | Wohnhaus                                                         | Schmaler, zweigeschossiger, giebelständiger Steilsatteldachbau, Sandstein und Fachwerk verputzt, im Kern 15./16. Jahrhundert, um 1800 aufgestockt. | D-5-76-151-19           | weitere Bilder |
| Hauptstraße 22 (Standort)                | Ehemaliges Gasthaus                                              | Langgestreckter, zweigeschossiger und traufseitiger Satteldachbau, Fachwerk verputzt, 18./frühes 19. Jahrhundert. | D-5-76-151-20           | weitere Bilder |
| Hauptstraße 23, vor dem Haus (Standort)  | Vier Sandsteinpfosten                                            | 18. Jahrhundert. | D-5-76-151-21           | BW             |
| Hauptstraße 25 (Standort)                | Evangelisch-lutherisches Pfarrhaus                               | Zweigeschossiger Mansardwalmdachbau, mit Fachwerkobergeschoss, bezeichnet mit „1720“. | D-5-76-151-22           | weitere Bilder |
| Hauptstraße 25 (Standort)                | Nebengebäude                                                     | Langgestreckter, erdgeschossiger Satteldachbau, Sandstein und Fachwerk, gleichzeitig. | D-5-76-151-22 zugehörig | BW             |
| Hauptstraße 25 (Standort)                | Hofeinfahrt                                                      | Sandsteinquaderbau mit hölzernem Dreiecksgiebel, gleichzeitig. | D-5-76-151-22 zugehörig | BW             |
| Hauptstraße 27 (Standort)                | Wohnhaus                                                         | Zweigeschossiger, giebelständiger Steilsatteldachbau mit Aufzugsdächlein, Sandsteinerdgeschoss und verputztem Fachwerkobergeschoss und -giebel, 18./19. Jahrhundert. | D-5-76-151-23           | BW             |
| Hauptstraße 30 (Standort)                | Gasthaus                                                         | Zweigeschossiger, giebelständiger Sandsteinquaderbau mit Steilsatteldach, Aufzugsdächlein und Fachwerkgiebel, traufseitig verputztes Fachwerkobergeschoss, rückseitig abgewalmt, bezeichnet mit „1745“. | D-5-76-151-25           | weitere Bilder |
| Hauptstraße 31 (Standort)                | Ehemaliges Wohnstallhaus                                         | Erdgeschossiger, giebelständiger und verputzter Sandsteinquaderbau mit Steilsatteldach, Fachwerkgiebel und breitem Zwerchhaus, 1739, Zwerchhaus um 1900. | D-5-76-151-24           | weitere Bilder |
| Kirchenstraße 1 (Standort)               | Nebengebäude                                                     | Kleiner, erdgeschossiger und verputzter Satteldachbau, gleichzeitig. | D-5-76-151-24 zugehörig | weitere Bilder |
| Hauptstraße 35 (Standort)                | Ehemaliges Wach- und Feuerhaus                                   | Zweigeschossiger, traufseitiger Satteldachbau mit Zwerchhaus und verputztem Fachwerkobergeschoss, erste Hälfte 18. Jahrhundert, Zwerchhaus und seitlicher Anbau 1938/40. | D-5-76-151-26           | weitere Bilder |
| Kirchenstraße 3 (Standort)               | Portal und einige Fenstergewände des ehemaligen Amtsrichterhofes | Mitte 16. Jahrhundert, mit Resten eines Vorgängerbaus im Dachgerüst. | D-5-76-151-30           | weitere Bilder |
| Kirchenstraße 3 (Standort)               | Fachwerkwände des Wirtschaftsgebäudes                            | | D-5-76-151-30 zugehörig | weitere Bilder |
| Kirchenstraße 3 (Standort)               | Hofeinfahrt und Hofmauer                                         | 17./18. Jahrhundert. | D-5-76-151-30 zugehörig | weitere Bilder |
| Kirchenstraße 6 (Standort)               | Ehemaliges Bauernhaus                                            | Erdgeschossiger Steilsatteldachbau mit Aufzugsdächlein, verputztem Fachwerkgiebel und Zwerchhaus, 17./18. Jahrhundert. | D-5-76-151-31           | weitere Bilder |
| Kirchenstraße 8 (Standort)               | Ehemaliges Tagelöhnerhaus                                        | Traufseitiger und verputzter Sandsteinquaderbau mit Steilsatteldach und Fachwerkgiebel, 18. Jahrhundert; ehemals zum ehemaligen Bauernhof Kirchenstraße 6 gehörig. | D-5-76-151-32           | weitere Bilder |
| Kirchenstraße 12 (Standort)              | Mesnerhaus                                                       | Zweigeschossiger Schopfwalmdachbau mit Firstöffnung, Fachwerkobergeschoss und -giebel, im Kern zweite Hälfte 16. Jahrhundert, Anbau 1728. | D-5-76-151-33           | weitere Bilder |
| Kirchenstraße 14 (Standort)              | Evangelisch-lutherische Pfarrkirche St. Georg                    | Saalkirche in Sandsteinquadern mit Steilsatteldach, eingezogenem Chor mit Fünfachtelschluss und westlichem Turm mit Spitzhelm und angeschlossener Kapelle; Langhaus mit Flachtonne und dreiseitiger Empore und Chor mit Netzrippengewölbe, Turmunterbau und Westteil des Langhauses Mitte 14. Jahrhundert, Langhaus dendrochronologisch datiert auf um 1450, Langhausverlängerung nach Osten und Chor dendrochronologisch datiert auf um 1480, Sakristei und Turmobergeschosse 1547 und 1882; mit Ausstattung. | D-5-76-151-34           | weitere Bilder |
| Kirchenstraße 14, im Friedhof (Standort) | Drei liegende Grabdenkmäler                                      | Sandstein, barock, im Friedhof. | D-5-76-151-34 zugehörig | weitere Bilder |
| Kirchenstraße 14 (Standort)              | Kirchhofbefestigung                                              | Torhaus mit Walmdach und Ecktürmchen an der Südwestseite und Teile der Ringmauer und des Wehrganges, Sandsteinmauerwerk, zweite Hälfte 15. Jahrhundert. | D-5-76-151-34 zugehörig | weitere Bilder |
| Kirchenstraße 16/18 (Standort)           | Kleine Wohnhausgruppe                                            | Unregelmäßige, ein- bis zweigeschossige Anlage, trauf- und giebelseitig, Sandstein und Fachwerk, an das Torhaus angeschlossen, 17./18. Jahrhundert, zum Teil erneuert. | D-5-76-151-35           | weitere Bilder |
| Kirchenstraße 22 (Standort)              | Wohnhaus                                                         | Zweigeschossiger, verputzter Pultdachbau, zum Teil Fachwerk, über der Kirchhofbefestigung des 15. Jahrhunderts, 18./19. Jahrhundert. | D-5-76-151-37           | weitere Bilder |
| Marktstraße 1 (Standort)                 | Ehemaliges Schulhaus                                             | Zweigeschossiger, traufseitiger Sandsteinquaderbau mit Satteldach und Mittelrisalit, bezeichnet mit „1871“. | D-5-76-151-50           | weitere Bilder |
| Marktstraße 5 (Standort)                 | Ehemaliges Bauernhaus                                            | Zweigeschossiger, traufseitiger Steilsatteldachbau mit Fachwerkobergeschoss und -giebel, 18./19. Jahrhundert. | D-5-76-151-3            | weitere Bilder |
| Marktstraße 6; Pfarrhof 3 (Standort)     | Ehemaliger Bauernhof, ehemaliges Wohnstallhaus                   | Zweigeschossiger, giebelständiger Sandsteinquaderbau mit Satteldach und Fachwerkobergeschoss und -giebel, 16./17. Jahrhundert, Umbau 18./19. Jahrhundert. | D-5-76-151-39           | weitere Bilder |
| Marktstraße 6; Pfarrhof 3 (Standort)     | Ehemaliger Bauernhof, ehemaliges Stallgebäude                    | Rückseitig angebaut, erdgeschossiger Sandsteinquaderbau mit Satteldach, spätes 18./frühes 19. Jahrhundert. | D-5-76-151-39 zugehörig | BW             |
| Pfarrhof 3 (Standort)                    | ehemalige Scheune                                                | Giebelständiger Fachwerkbau auf Sandsteinsockel mit Satteldach, wohl 18./19. Jahrhundert. | D-5-76-151-39 zugehörig | weitere Bilder |
| Mühlstraße 9 (Standort)                  | Wohnhaus, sogenanntes Pfinzingschlösschen                        | Zweigeschossiger, giebelständiger Sandsteinquaderbau mit Steilsatteldach und Fachwerkobergeschoss und -giebel, bezeichnet mit „1499“ und „1564“. | D-5-76-151-40           | weitere Bilder |
| Schulhofstraße 3 (Standort)              | Wohnhaus                                                         | Zweigeschossiger, traufseitiger Fachwerkbau mit Satteldach und Zwerchgiebel, dendrochronologisch datiert auf um 1688, im 19. Jahrhundert überformt. | D-5-76-151-49           | weitere Bilder |
| Schwabacher Straße 1 (Standort)          | Gasthaus                                                         | Zweigeschossiger, giebelständiger Steilsatteldachbau mit Fachwerkobergeschoss und -giebel, 18. Jahrhundert. | D-5-76-151-51           | weitere Bilder |
| Schwabacher Straße 2 (Standort)          | Wohnhaus                                                         | Zweigeschossiger, traufseitiger Backsteinbau mit Satteldach, Kniestock, Zwerchhaus und Holzlaube, bezeichnet mit „1891“. | D-5-76-151-52           | weitere Bilder |
| Seitenstraße 1 (Standort)                | Ehemalige Scheune                                                | Zweigeschossiger, traufseitiger Fachwerkbau mit Steilsatteldach, erste Hälfte 18. Jahrhundert. | D-5-76-151-60           | weitere Bilder |
| Seitenstraße 4 (Standort)                | Handwerkerhaus                                                   | Zweigeschossiger, traufseitiger und teils verputzter Fachwerk- und Sandsteinquaderbau mit Satteldach un drückseitigem Laubengang, im Kern 17. Jahrhundert; bis 1630 Hinterhaus von alter Hausnr. 33 (Seitenstraße 2). | D-5-76-151-160          | BW             |
| Untere Rathausgasse 14 (Standort)        | Kleinhaus                                                        | Erdgeschossiger, traufseitiger Sandsteinquaderbau mit Steilsatteldach, um Mitte 19. Jahrhundert. | D-5-76-151-56           | weitere Bilder |
| Untere Rathausgasse 16 (Standort)        | Kleinhaus                                                        | Erdgeschossiger, traufseitiger und verputzter Fachwerkbau auf Sandsteinsockel mit Satteldach, 18./19. Jahrhundert. | D-5-76-151-57           | weitere Bilder |
| Untere Rathausgasse 24 (Standort)        | Ehemaliges Schul- und Armenhaus                                  | Zweigeschossiger Walmdachbau mit Sandsteinerdgeschoss und Fachwerkobergeschoss und -zwerchhaus, bezeichnet mit „1775“. | D-5-76-151-58           | weitere Bilder |
| Untere Rathausgasse 24 (Standort)        | Torbogen                                                         | Sandstein, wohl 18. Jahrhundert. | D-5-76-151-58 zugehörig | weitere Bilder |
| Unterer Hirtenbuck 5 (Standort)          | Ehemaliges Wohnstallhaus                                         | Erdgeschossiger, traufseitiger Steilsatteldachbau mit Fachwerkgiebel, 18./frühes 19. Jahrhundert. | D-5-76-151-28           | weitere Bilder |
| Vorderer Mühlbuck 3 (Standort)           | Teil der ehemaligen Marktbefestigung                             | Sandsteinquadermauerwerk, spätmittelalterlich. | D-5-76-151-59           | weitere Bilder |

#### Außerhalb des Ensembles
| Lage                                                          | Objekt                                                                             | Beschreibung | Akten-Nr.                | Bild           |
| ------------------------------------------------------------- | ---------------------------------------------------------------------------------- | --- | ------------------------ | -------------- |
| Am Alten Bahnhof 24 (Standort)                                | Ehemaliger Bahnhof der Nebenstrecke Feucht–Wendelstein, ehemaliges Stationsgebäude | Zweigeschossiger Sandsteinquaderbau mit Krüppelwalmdach, holzverschaltem Obergeschoss und Giebel und eingeschossigem Anbau mit Satteldach an der Westseite, Landhausstil, 1886/87. | D-5-76-151-2             | weitere Bilder |
| Am Alten Bahnhof 15 (Standort)                                | Ehemaliger Bahnhof der Nebenstrecke Feucht–Wendelstein, ehemaliger Lokschuppen     | Erdgeschossiger Sandsteinquaderbau mit Krüppelwalmdach, gleichzeitig. | D-5-76-151-2 zugehörig   | weitere Bilder |
| Der Kanal; Nähe Nürnberger Straße (Standort)                  | Abschnitt des Ludwig-Donau-Main-Kanals                                             | Künstlich angelegte Wasserstraße zwischen Kelheim und Bamberg auf einer Länge von 173 Kilometern mit ehemals 100 Schleusen, zahlreichen wasser- und schifffahrtstechnischen Anlagen und Gebäuden zur Herstellung eines durchgehenden Wasserweges zwischen Nordsee und dem Schwarzen Meer, auf Veranlassung König Ludwigs I. von Bayern durch Heinrich Freiherr von Pechmann, 1836–45. | D-5-76-151-48            | weitere Bilder |
| Der Kanal (Standort)                                          | Einlaufbauwerk                                                                     | 1836–45. | D-5-76-151-48 zugehörig  | weitere Bilder |
| Der Kanal; Nähe Nürnberger Straße (Standort)                  | Ehemaliger Kanalhafen Wendelstein                                                  | 1836–45. | D-5-76-151-48 zugehörig  | weitere Bilder |
| Nürnberger Straße 3 (Standort)                                | Forstdienststelle, dreiseitige Hofanlage, Forsthaus                                | Zweigeschossiger, traufseitiger Sandsteinquaderbau mit Satteldach, 1849. | D-5-76-151-41            | weitere Bilder |
| Nürnberger Straße 3 (Standort)                                | Forstdienststelle, dreiseitige Hofanlage, Scheune                                  | Sandsteinquaderbau mit Satteldach, gleichzeitig. | D-5-76-151-41 zugehörig  | BW             |
| Nürnberger Straße 3 (Standort)                                | Forstdienststelle, dreiseitige Hofanlage, ehemaliges Wasch- und Backhaus           | Kleiner Sandsteinquaderbau mit Satteldach, gleichzeitig. | D-5-76-151-41 zugehörig  | BW             |
| Nürnberger Straße 4 (Standort)                                | Scheune                                                                            | Giebelständiger, verputzter Sandsteinquaderbau mit Steilsatteldach und Fachwerkgiebel, um Mitte 19. Jahrhundert, Fachwerkgiebel 1948. | D-5-76-151-42            | BW             |
| Nürnberger Straße 5; Forststraße 2 (Standort)                 | Wohnhaus                                                                           | Zweigeschossiger, traufseitiger Sandsteinquaderbau mit abgewalmtem Mansarddach und gusseisernem Balkon, bezeichnet mit „1827“. | D-5-76-151-43            | weitere Bilder |
| Forststraße 2 (Standort)                                      | Ehemalige Scheune                                                                  | Traufseitiger Sandsteinquaderbau mit Steilsatteldach und Fachwerkgiebel, wohl zweite Hälfte 18. Jahrhundert. | D-5-76-151-43 zugehörig  | weitere Bilder |
| Forststraße 2 (Standort)                                      | Ehemalige Remise                                                                   | Erdgeschossiger Sandsteinquaderbau mit Satteldach und Fachwerkgiebel, wohl 18./19. Jahrhundert. | D-5-76-151-43 zugehörig  | BW             |
| Forststraße 2; Nürnberger Straße 2 (Standort)                 | Zwei Toreinfahrten                                                                 | An der Süd- und Ostseite, Sandsteinquadermauern mit Torpfeilern und Gittertoren, wohl 19. Jahrhundert. | D-5-76-151-43 zugehörig  | weitere Bilder |
| Nürnberger Straße 11 (Standort)                               | Ehemaliges Tagelöhnerhaus                                                          | Erdgeschossiger, giebelständiger Sandsteinquaderbau mit Steilsatteldach und Fachwerkgiebel, bezeichnet mit „1763“. | D-5-76-151-44            | weitere Bilder |
| Nürnberger Straße 24 (Standort)                               | Ehemaliges Hopfenbauernhaus                                                        | Zweigeschossiger, giebelständiger Sandsteinquaderbau mit rustiziertem Portal, ehemals mit Steilsatteldach, 17. Jahrhundert, Erweiterung nach Süden bezeichnet mit „1719“. | D-5-76-151-46            | BW             |
| Nürnberger Straße 24 (Standort)                               | Scheune                                                                            | Giebelständiger Fachwerkbau mit Steilsatteldach und verbrettertem Giebel, bezeichnet mit „1761“. | D-5-76-151-46 zugehörig  | BW             |
| Nürnberger Straße 26 (Standort)                               | Wohnhaus                                                                           | Zweigeschossiger, traufseitiger und polychromer Backsteinbau mit Satteldach und Zwerchhaus, bezeichnet mit „1901“. | D-5-76-151-47            | weitere Bilder |
| Nürnberger Straße 26 (Standort)                               | Ehemaliges Fabrikgebäude                                                           | Langgestreckter, erdgeschossiger Backsteinbau mit Satteldach und Schlot, gleichzeitig. | D-5-76-151-47 zugehörig  | BW             |
| Nürnberger Straße 26 (Standort)                               | Einfriedung                                                                        | Pfeilgitterzaun, gleichzeitig. | D-5-76-151-47 zugehörig  | BW             |
| Nürnberger Straße 30 (Standort)                               | Wohnhaus                                                                           | Zweigeschossiger, verputzter Walmdachbau mit Mittelrisalit und Mansardgiebel, barockisierender Heimatstil, um 1910. | D-5-76-151-167           | weitere Bilder |
| Nürnberger Straße 30 (Standort)                               | Einfriedung                                                                        | Sandsteinpfeiler und Pfeilgitterzaun, gleichzeitig. | D-5-76-151-167 zugehörig | weitere Bilder |
| Sperbersloher Straße 8 (Standort)                             | Ausstattung in Kirchenneubau                                                       | | D-5-76-151-54            | weitere Bilder |
| Sperbersloher Straße 15; Nähe Sperbersloher Straße (Standort) | Friedhofskapelle                                                                   | Sandsteinquaderbau mit Satteldach und Giebelkreuz, neugotisch, Ende 19. Jahrhundert. | D-5-76-151-53            | BW             |
| Nähe Sperbersloher Straße (Standort)                          | Friedhofsummauerung mit segmentbogigem Tor                                         | Sandsteinquaderbau, 17. Jahrhundert, zweite Hälfte 19. Jahrhundert erweitert. | D-5-76-151-53 zugehörig  | BW             |

### Dürrenhembach
| Lage                                                         | Objekt                                                       | Beschreibung | Akten-Nr.               | Bild           |
| ------------------------------------------------------------ | ------------------------------------------------------------ | --- | ----------------------- | -------------- |
| Dürrenhembach 1 (Standort)                                   | Guts- und Jagdhaus                                           | Zweigeschossiger, giebelständiger Sandsteinquaderbau mit Satteldach, Fachwerkobergeschoss und -giebel, giebelseitigem Balkon und nördlichem Querbau, Landhausstil, im Kern 18. Jahrhundert, 1882/83 aufgestockt und erweitert, nördlicher Querbau von Alois Peissl, 1913/14. | D-5-76-151-61           | weitere Bilder |
| Dürrenhembach 1 (Standort)                                   | Kegelbahn                                                    | Langgestreckter, erdgeschossiger Fachwerkbau mit Krüppelwalmdach, um 1910/20. | D-5-76-151-61 zugehörig | BW             |
| Dürrenhembach 2 (Standort)                                   | Forsthaus                                                    | Erdgeschossiger, verputzter Satteldachbau mit Kniestock, geschnitzter Giebeleinfassung, Eckrustika und Querbau mit Schopfwalm, im Landhausstil mit Neurenaissance- und Neubarockformen, von Alois Peissl, 1902.                                                              | D-5-76-151-62           | weitere Bilder |
| Dürrenhembach 2 (Standort)                                   | Scheune                                                      | Giebelständiger Fachwerkbau mit Steilsatteldach, 18./19. Jahrhundert. | D-5-76-151-62 zugehörig | weitere Bilder |
| Dürrenhembach 3 (Standort)                                   | Ehemaliges Bauernhaus, dann Arbeiterhaus                     | Erdgeschossiger, giebelständiger Sandsteinquaderbau mit Steilsatteldach und Fachwerkgiebel, 18./19. Jahrhundert, 1942 überformt. | D-5-76-151-63           | weitere Bilder |
| Dürrenhembach 4 (Standort)                                   | Ehemaliges Forsthaus, dann Gästehaus                         | Zweigeschossiger Walmdachbau mit Risaliten, Zwerchgiebeln, Fachwerkobergeschoss, Eckrustika am Erdgeschoss und Holzbalkon, in Neurenaissanceformen, 1898–1900. | D-5-76-151-64           | weitere Bilder |
| In Dürrenhembach (Standort)                                  | Ehemaliges Waschhaus mit Stall                               | Erdgeschossiger, traufseitiger Satteldachbau mit Eckrustika und Fachwerkkniestock und -giebel, um 1920/30. | D-5-76-151-64 zugehörig | weitere Bilder |
| Dürrenhembach 5 (Standort)                                   | Stallgebäude mit angeschlossenem Wohnbau im Westen           | Zweigeschossiger, verputzter Walmdachbau mit eingeschossigem Stalltrakt mit Mansarddach und giebelständigem Pavillon im Osten, Stallteil 1902, Wohnhaus von Alois Peissl, 1912/13.                                                                                           | D-5-76-151-65           | BW             |
| Dürrenhembach 6 (Standort)                                   | Ehemaliges Waschhaus, später Kutscherwohnung, jetzt Wohnhaus | Erdgeschossiger, verputzter Mansardwalmdachbau, um 1910. | D-5-76-151-66           | weitere Bilder |
| Kapelle (Standort)                                           | Gedächtniskapelle                                            | Giebelständiger Holzbau mit Schopfwalmdach, Dachreiter und spitzem Chorschluss, in neugotischen Formen, 1893; Auffahrt eingefasst durch Coniferenhecke. | D-5-76-151-67           | BW             |
| Kreisstraße RH 17, an der Straße nach Oberhembach (Standort) | Steinkreuz                                                   | Sandstein, mittelalterlich. | D-5-76-151-68           | weitere Bilder |

### Großschwarzenlohe
| Lage                                       | Objekt                                | Beschreibung | Akten-Nr.               | Bild           |
| ------------------------------------------ | ------------------------------------- | --- | ----------------------- | -------------- |
| Hinteres Dorf 8 (Standort)                 | Wohnstallhaus                         | Erdgeschossiger, traufseitiger Steilsatteldachbau mit verputztem Fachwerkgiebel, Mitte 18. Jahrhundert.                                                                   | D-5-76-151-70           | weitere Bilder |
| Hinteres Dorf 8 (Standort)                 | Scheune                               | Scheune, syn. Stadel, syn. Scheuer | D-5-76-151-70 zugehörig | weitere Bilder |
| Hinteres Dorf 12 (Standort)                | Wohnstallhaus                         | Erdgeschossiger Satteldachbau mit Fachwerkgiebel, frühes 18. Jahrhundert, Umbau um 1900.                                                                                  | D-5-76-151-71           | weitere Bilder |
| Hinteres Dorf 12 (Standort)                | Scheune                               | Giebelständiger Fachwerkbau auf verputztem Sandsteinsockel mit Steilsatteldach, frühes 18. Jahrhundert, nördliche Erweiterung 1910.                                       | D-5-76-151-71 zugehörig | weitere Bilder |
| Hinteres Dorf 12 (Standort)                | Stall                                 | Kleiner, erdgeschossiger und verputzter Sandsteinquaderbau mit Satteldach und Abortanbau, nach 1821.                                                                      | D-5-76-151-71 zugehörig | weitere Bilder |
| Ödengraben, beim Kriegerdenkmal (Standort) | Martersäule                           | Sandstein, vor 1525, Bildhäuschen wohl im 18. Jahrhundert erneuert. An gleicher Stelle befindet sich ein weiteres Steinkreuz, Sandstein, 1511, dorthin transloziert 1907. | D-5-76-151-79           | weitere Bilder |
| Rother Straße 5 (Standort)                 | Gasthaus                              | Zweigeschossiger, verputzter Walmdachbau mit Fachwerkobergeschoss, frühes 18. Jahrhundert.                                                                                | D-5-76-151-69           | weitere Bilder |
| Rother Straße 14 (Standort)                | Gasthaus                              | Zweigeschossiger Walmdachbau mit Fachwerkobergeschoss, im Kern Mitte 18. Jahrhundert, nach langjährigem Leerstand von 1985 bis 1990 umfassend restauriert.                | D-5-76-151-72           | weitere Bilder |
| Rother Straße 20 (Standort)                | Backhaus                              | Sandsteinquaderbau mit Satteldach, frühes 19. Jahrhundert. | D-5-76-151-73           | BW             |
| Rother Straße 21 (Standort)                | Ehemaliges Wohnstallhaus              | Erdgeschossiger, giebelständiger Sandsteinquader- und Fachwerkbau mit Steilsatteldach, frühes 18. Jahrhundert.                                                            | D-5-76-151-74           | weitere Bilder |
| Rother Straße 21 a/b (Standort)            | Ehemalige Scheune                     | Traufseitiger Fachwerkbau mit Schopfwalm, bezeichnet mit „1715“. | D-5-76-151-74 zugehörig | weitere Bilder |
| Nähe Rother Straße (Standort)              | Backhaus                              | Sandsteinquaderbau mit Satteldach, 1886. | D-5-76-151-74 zugehörig | weitere Bilder |
| Rother Straße 23 (Standort)                | Ehemaliges Hirtenhaus                 | Erdgeschossiger, traufseitiger Satteldachbau mit Fachwerkgiebel und Uhrendachreiter, 1835, Dachreiter 1920.                                                               | D-5-76-151-75           | weitere Bilder |
| Rother Straße 29 (Standort)                | Ehemaliges Gesindehaus der Erichmühle | Erdgeschossiger, traufseitiger Backsteinbau mit Satteldach und Fachwerkgiebel, 1897, ruinös, Dach im Juni 2019 verstürzt                                                  | D-5-76-151-76           | weitere Bilder |
| Schaftnacher Weg 5 (Standort)              | Kellereingang                         | Sandsteinquader mit Stichbogenzugang, 1884. | D-5-76-151-77           | weitere Bilder |

### Gugelhammer
| Lage                               | Objekt                                      | Beschreibung | Akten-Nr.               | Bild           |
| ---------------------------------- | ------------------------------------------- | --- | ----------------------- | -------------- |
| Am Eingang zum Schloss (Standort)  | Rest eines Bildstocks                       | Kreuzigungsrelief, Sandstein, um 1500. | D-5-76-151-85           | weitere Bilder |
| Am Gauchsbach (Standort)           | Quelleinfassung, heute Fischgrube           | Aus dem Sandsteinfelsen herausgehauenes Becken, zugehörig Sandsteinquadermauer mit Rundbogenöffnung und darüber Wappenrelief, Kapellenüberbau abgebrochen 1732.                                           | D-5-76-151-86           | weitere Bilder |
| Schloss Kugelhammer 1 (Standort)   | Ehemaliges Schloss                          | Dreigeschossiger, traufseitiger Sandsteinquaderbau mit hohem Erdgeschoss, Satteldach, geschweiften Giebeln, Zwerchhäusern und Dachgauben, bezeichnet mit „1608“, Umbau um 1730 und 1780; mit Ausstattung. | D-5-76-151-80           | weitere Bilder |
| Schloss Kugelhammer 2 (Standort)   | Ummauerung des Schlossbereichs              | Sandsteinquadermauer und Torpfeiler mit Kugelbekrönung, 17./18. Jahrhundert. | D-5-76-151-80 zugehörig | weitere Bilder |
| Schloss Kugelhammer 2 (Standort)   | Gartenhäuschen                              | Oktogonaler Holzbau auf niedrigem Sandsteinsockel mit flachem Zeltdach, wohl erste Hälfte 18. Jahrhundert.                                                                                                | D-5-76-151-84           | weitere Bilder |
| Schloss Kugelhammer 2 (Standort)   | Gartenanlage                                | Mit Sandsteinskulpturen, barock, 18. Jahrhundert. | D-5-76-151-84 zugehörig | BW             |
| Schloss Kugelhammer 2 (Standort)   | Einfriedung                                 | Sandsteinquadermauer mit rechteckigem Rustikaportal im Norden und Pfeilgitterzaun auf Sandsteinmauer im Süden, 18. Jahrhundert.                                                                           | D-5-76-151-84 zugehörig | weitere Bilder |
| Schloss Kugelhammer 2 (Standort)   | Ehemaliges Tagelöhnerhaus                   | Erdgeschossiger Sandsteinquaderbau mit Satteldach und Uhrendachreiter, wohl zweite Hälfte 19. Jahrhundert.                                                                                                | D-5-76-151-82           | weitere Bilder |
| Schloss Kugelhammer 2 (Standort)   | Stallgebäude                                | Kleiner, zweigeschossiger Sandsteinquaderbau mit Fachwerkobergeschoss und Pultdach, wohl zweite Hälfte 19. Jahrhundert.                                                                                   | D-5-76-151-82 zugehörig | weitere Bilder |
| Schloss Kugelhammer 2 (Standort)   | Backhaus                                    | Kleiner Sandsteinquaderbau mit Satteldach, zweite Hälfte 19. Jahrhundert. | D-5-76-151-82 zugehörig | BW             |
| Schloss Kugelhammer 3 (Standort)   | Ehemaliges Stallgebäude, dann Verwalterhaus | Erdgeschossiger, traufseitiger Sandsteinquaderbau mit Satteldach, zweite Hälfte 19. Jahrhundert, Umbau zu Wohnzwecken 1933.                                                                               | D-5-76-151-81           | weitere Bilder |
| Schloss Kugelhammer 1 (Standort)   | Nebengebäude                                | Erdgeschossiger, traufseitiger Sandsteinquader- und Holzbau mit Satteldach, wohl zweite Hälfte 19. Jahrhundert.                                                                                           | D-5-76-151-81 zugehörig | weitere Bilder |
| Schloss Kugelhammer 4 (Standort)   | Wohnstallhaus                               | Erdgeschossiger, giebelständiger Sandsteinquaderbau mit Steilsatteldach und Fachwerkzwerchhaus, bezeichnet mit „1708“, Zwerchhaus 1912.                                                                   | D-5-76-151-83           | weitere Bilder |
| Schloss Kugelhammer 1/2 (Standort) | Kleines Wirtschaftsgebäude mit Kellerzugang | Erdgeschossiger Sandsteinquaderbau mit Pultdach, bezeichnet mit „1889“. | D-5-76-151-83 zugehörig | BW             |
| Schloss Kugelhammer 2 (Standort)   | Scheune                                     | Traufseitiger Sandsteinquaderbau mit Steilsatteldach und Fachwerkgiebel, 18./19. Jahrhundert. | D-5-76-151-83 zugehörig | weitere Bilder |

### Kleinschwarzenlohe
| Lage                           | Objekt                                             | Beschreibung | Akten-Nr.                | Bild           |
| ------------------------------ | -------------------------------------------------- | --- | ------------------------ | -------------- |
| Kornburger Straße 4 (Standort) | Scheune                                            | Fachwerkbau auf Sandsteinsockel mit Steilsatteldach und verbrettertem Giebel, frühes 18. Jahrhundert. | D-5-76-151-89            | BW             |
| Rangaustraße 1 (Standort)      | Evangelisch-lutherische Filialkirche Allerheiligen | Mittelalterliche Chorturmanlage, Sandsteinquaderbau mit flachgedecktem Langhaus mit Steilsatteldach und mächtigem Chorturm mit Spitzhelm und kreuzrippengewölbtem Chor, spätgotisch, vor 1448, Turmausbau 1513, Erneuerung 1600–26; mit Ausstattung. | D-5-76-151-90            | weitere Bilder |
| Rangaustraße 1 (Standort)      | Kirchhofummauerung mit Torbau                      | Sandsteinquader, bezeichnet mit „1600“. | D-5-76-151-90 zugehörig  | weitere Bilder |
| Rangaustraße 3 (Standort)      | Mesnerhaus                                         | Erdgeschossiger, traufständiger Sandsteinquaderbau mit südwestlichem Fachwerkgiebel und nordöstlich abgewalmtem Dach, 18. Jahrhundert. | D-5-76-151-91            | weitere Bilder |
| Rangaustraße 8 (Standort)      | Ehemaliges Wohnstallhaus                           | Erdgeschossiger, traufständiger Sandsteinquaderbau mit Steilsatteldach, bezeichnet mit „1856“. | D-5-76-151-92            | weitere Bilder |
| Rangaustraße 8 (Standort)      | Scheune                                            | Traufseitiger Fachwerkbau auf Sandsteinsockel mit Steilsatteldach, zum Teil verputzt, zweite Hälfte 19. Jahrhundert. | D-5-76-151-92 zugehörig  | BW             |
| Rangaustraße 22 (Standort)     | Backhaus                                           | Kleiner Sandsteinquaderbau, bezeichnet mit „1888“ und „1927“ (Transferierung). | D-5-76-151-94            | weitere Bilder |
| Rangaustraße 28 (Standort)     | Ehemaliges Wohnstallhaus                           | Erdgeschossiger, traufseitiger Steilsatteldachbau mit Fachwerkgiebel, erste Hälfte 19. Jahrhundert. | D-5-76-151-97            | weitere Bilder |
| Rangaustraße 31 (Standort)     | Ehemaliger Bauernhof, Wohnstallhaus                | Erdgeschossiger, traufseitiger Sandsteinquaderbau mit Satteldach und Fachwerkgiebel, im Kern 18. Jahrhundert, bezeichnet mit „1872“. | D-5-76-151-99            | weitere Bilder |
| Nähe Rangaustraße (Standort)   | Ehemaliger Bauernhof, Scheune                      | Fachwerkbau mit Steilsatteldach, bezeichnet mit „1699“. | D-5-76-151-99 zugehörig  | weitere Bilder |
| Rangaustraße 31 (Standort)     | Ehemaliger Bauernhof, Einfriedung                  | Sandsteinquadermauer mit gerundeten Decksteinen und Sandsteinpfeiler, 18./19. Jahrhundert. | D-5-76-151-99 zugehörig  | BW             |
| Rangaustraße 31 (Standort)     | Ehemaliger Bauernhof, Pumpbrunnen                  | Gusseisen, 18./19. Jahrhundert. | D-5-76-151-99 zugehörig  | BW             |
| Rangaustraße 37 (Standort)     | Ehemaliges Wohnstallhaus                           | Erdgeschossiger, giebelständiger Steilsatteldachbau mit Fachwerkgiebel, bezeichnet mit „1793“. | D-5-76-151-100           | weitere Bilder |
| Nähe Rangaustraße (Standort)   | Scheune                                            | Giebelständiger Fachwerkbau mit Steilsatteldach, erste Hälfte 19. Jahrhundert. | D-5-76-151-100 zugehörig | weitere Bilder |
| Rangaustraße 39 (Standort)     | Backhaus                                           | Sandsteinquader- und Backsteinbau mit Satteldach, 19. Jahrhundert. | D-5-76-151-101           | BW             |
| Rangaustraße 39 (Standort)     | Türgewände                                         | Türgewände eines ehem. Wohnstallhauses | D-5-76-151-101 zugehörig | weitere Bilder |
| Rangaustraße 41 (Standort)     | Ehemaliges Hirtenhaus                              | Erdgeschossiger, traufseitiger Sandsteinquaderbau mit Steilsatteldach und östlichem Fachwerkgiebel, um 1740. | D-5-76-151-102           | weitere Bilder |
| An der Rangaustraße (Standort) | Pumpbrunnen                                        | Gusseisen, zweite Hälfte 19. Jahrhundert. Wurde im März 2022 abgerissen; die translozierte Wiederaufstellung ist erfolgt. | D-5-76-151-103           | weitere Bilder |

### Königshammer
| Lage                      | Objekt                              | Beschreibung | Akten-Nr.                | Bild           |
| ------------------------- | ----------------------------------- | --- | ------------------------ | -------------- |
| Königshammer 1 (Standort) | Wohnhaus des ehemaligen Hammerwerks | Zweigeschossiger, giebelständiger Sandsteinquaderbau mit Mansarddach, bezeichnet mit „1738“.                                    | D-5-76-151-105           | weitere Bilder |
| Königshammer 2 (Standort) | Nebengebäude                        | Langgestreckter, zweigeschossiger Quaderbau mit einseitig abgewalmtem Satteldach, 18./19. Jahrhundert, 1882 und 1903 verändert. | D-5-76-151-105 zugehörig | weitere Bilder |

### Nerreth
Zum Ludwig-Main-Donau-Kanal (D-5-76-151-136) siehe auch Abschnitt Röthenbach bei Sankt Wolfgang.

| Lage                                             | Objekt                                    | Beschreibung | Akten-Nr.                | Bild           |
| ------------------------------------------------ | ----------------------------------------- | --- | ------------------------ | -------------- |
| Ludwig-Main-Donau-Kanal (Standort)               | Schleuse 53 des Ludwig-Donau-Main-Kanals  | Kammerschleuse, Sandstein, 1836/45.                                                                                                 | D-5-76-151-1             | weitere Bilder |
| Ludwig-Donau-Main-Kanal (Standort)               | Schleuse 54                               | Bestandteil des Ludwig-Donau-Main-Kanals, Kammerschleuse, Sandstein, 1836/45.                                                       | D-5-76-151-137           | weitere Bilder |
| Ludwig-Donau-Main-Kanal (Standort)               | Schleuse 55                               | Bestandteil des Ludwig-Main-Donau-Kanals, Kammerschleuse, Sandstein, 1836/45.                                                       | D-5-76-151-138           | weitere Bilder |
| Schleusen 55 (Standort)                          | Schleusenwärterhaus                       | Eingeschossiger massiver Flachsatteldachbau, Rotsandstein, 1836/45, erneuert.                                                       | D-5-76-151-138 zugehörig | weitere Bilder |
| Ludwig-Donau-Main-Kanal (Standort)               | Schleuse 56                               | Bestandteil des Ludwig-Main-Donau-Kanals, Kammerschleuse, Sandstein, 1836/45.                                                       | D-5-76-151-139           | weitere Bilder |
| Ludwig-Donau-Main-Kanal (Standort)               | Schleuse 57                               | Bestandteil des Ludwig-Donau-Main-Kanals, Kammerschleuse, Sandstein, 1836/45.                                                       | D-5-76-151-140           | weitere Bilder |
| Ludwig-Donau-Main-Kanal (Standort)               | Schleuse 58                               | Bestandteil des Ludwig-Donau-Main-Kanals, Kammerschleuse mit Massivbrücke, Sandstein, 1836/45.                                      | D-5-76-151-141           | weitere Bilder |
| Schleusen 58 (Standort)                          | Schleusenwärterhaus                       | Eingeschossiger massiver Flachsatteldachbau, Rotsandstein, 1836/45, erneuert.                                                       | D-5-76-151-141 zugehörig | weitere Bilder |
| Ludwig-Donau-Main-Kanal (Standort)               | Schleuse 59                               | Bestandteil des Ludwig-Donau-Main-Kanals, Kammerschleuse, Sandstein, 1836/45.                                                       | D-5-76-151-142           | weitere Bilder |
| Ludwig-Donau-Main-Kanal, Brückkanal 1 (Standort) | Bruckkanal über die Schwarzach            | 1836–45. | D-5-76-151-136 zugehörig | weitere Bilder |
| Nerreth 3 (Standort)                             | Ehemaliges Forsthaus                      | Erdgeschossiger, giebelständiger Sandsteinquaderbau mit Steilsatteldach, Aufzugsdächlein und Fachwerkgiebel, Mitte 19. Jahrhundert. | D-5-76-151-106           | weitere Bilder |
| Nerreth 5 (Standort)                             | Ehemaliges Forstgut                       | Erdgeschossiger, giebelständiger Sandsteinquaderbau mit Steilsatteldach, Aufzugsdächlein und Fachwerkgiebel, bezeichnet mit „1851“. | D-5-76-151-107           | weitere Bilder |
| Nerreter Gemeinde (Standort)                     | Grundablass mit Einlauf in die Schwarzach | 1836–45. | D-5-76-151-136 zugehörig | weitere Bilder |

### Neuses
| Lage                             | Objekt                | Beschreibung | Akten-Nr.                | Bild           |
| -------------------------------- | --------------------- | --- | ------------------------ | -------------- |
| An der Mühle 2 (Standort)        | Scheune               | Giebelständiger Fachwerkbau auf Sandsteinsockel mit Satteldach und Aufzugsdächlein, bezeichnet mit „1858“.                     | D-5-76-151-109           | weitere Bilder |
| Hembacher Weg 4 (Standort)       | Fachwerkscheune       | Traufseitiger Fachwerkbau auf Sandsteinsockel mit Steilsatteldach, bezeichnet mit „1734“ und Umbau 1757.                       | D-5-76-151-162           | weitere Bilder |
| Penzendorfer Straße 1 (Standort) | Ehemaliges Bauernhaus | Zweigeschossiger, traufseitiger und verputzter Steilsatteldachbau mit Fachwerkgiebel und Aufzugsgaube, Anfang 18. Jahrhundert. | D-5-76-151-111           | weitere Bilder |
| Penzendorfer Straße 1 (Standort) | Scheune               | Traufseitiger Sandsteinquaderbau mit Steilsatteldach und Fachwerkgiebel, bezeichnet mit „1779“.                                | D-5-76-151-111 zugehörig | weitere Bilder |
| Penzendorfer Straße 2 (Standort) | Gasthaus              | Zweigeschossiger Walmdachbau mit verputztem Fachwerkobergeschoss und barockem Türgewände, bezeichnet mit „1728“.               | D-5-76-151-112           | weitere Bilder |
| Am Wiesengrund (Standort)        | Wirtshausscheune      | Sandsteinquaderbau mit Steilsatteldach und Fachwerkgiebel, erste Hälfte 19. Jahrhundert.                                       | D-5-76-151-112 zugehörig | weitere Bilder |
| Schäferstraße 1 (Standort)       | Scheune               | Giebelständiger Fachwerkbau mit Steilsatteldach, wohl 17. Jahrhundert.                                                         | D-5-76-151-113           | BW             |
| Schäferstraße 2 (Standort)       | Gemeindehaus          | Erdgeschossiger, verputzter Walmdachbau mit Uhrtürmchen mit Spitzhelm, Wetterfahne bezeichnet mit „1926“.                      | D-5-76-151-110           | weitere Bilder |

### Raubersried
| Lage                            | Objekt                     | Beschreibung | Akten-Nr.                | Bild           |
| ------------------------------- | -------------------------- | --- | ------------------------ | -------------- |
| Dobeneckstraße 2 (Standort)     | Ehemaliges Kleinbauernhaus | Erdgeschossiger, traufseitiger Steilsatteldachbau mit Fachwerkgiebel, Mitte 19. Jahrhundert.                                                | D-5-76-151-114           | weitere Bilder |
| Rosengartenstraße 4 (Standort)  | Ehemaliges Wohnstallhaus   | Erdgeschossiger, giebelständiger Steilsatteldachbau mit verputztem Fachwerkgiebel, 18./19. Jahrhundert.                                     | D-5-76-151-115           | BW             |
| Rosengartenstraße 7 (Standort)  | Ehemaliges Wohnstallhaus   | Erdgeschossiger, giebelständiger Backsteinbau mit Steilsatteldach, um 1880.                                                                 | D-5-76-151-117           | weitere Bilder |
| Rosengartenstraße 10 (Standort) | Wohnstallhaus              | Erdgeschossiger, traufseitiger Sandsteinquaderbau mit Steilsatteldach und verputztem Fachwerkgiebel, um 1720, Erweiterung nach Westen 1890. | D-5-76-151-118           | weitere Bilder |
| Rosengartenstraße 10 (Standort) | Scheune                    | Traufseitiger Fachwerkbau mit Krüppelwalmdach, bezeichnet mit „1745“.                                                                       | D-5-76-151-118 zugehörig | weitere Bilder |
| Rosengartenstraße 10 (Standort) | Ehemaliger Backofen        | Sandsteinquaderbau mit Satteldach, bezeichnet mit „1859“.                                                                                   | D-5-76-151-118 zugehörig | weitere Bilder |
| Rosengartenstraße 10 (Standort) | Einfriedung                | Pfeilgitterzaun, wohl zweite Hälfte 19. Jahrhundert.                                                                                        | D-5-76-151-118 zugehörig | weitere Bilder |

### Röthenbach bei Sankt Wolfgang

#### Innerhalb des Ensembles
| Lage                                             | Objekt                                           | Beschreibung | Akten-Nr.                | Bild           |
| ------------------------------------------------ | ------------------------------------------------ | --- | ------------------------ | -------------- |
| Alte Salzstraße 14 (Standort)                    | Gasthaus                                         | Zweigeschossiger, giebelständiger und verputzter Sandsteinquaderbau mit Steilsatteldach, Fachwerkgiebel und Rustikaportal, 1697. | D-5-76-151-120           | weitere Bilder |
| Alte Salzstraße 20 (Standort)                    | Ehemaliges markgräfliches Richter- und Zollhaus  | Zweigeschossiger Walmdachbau mit Fachwerkobergeschoss und Aufzugserker, im Kern 1659, Umbau bezeichnet mit „1749“. | D-5-76-151-121           | weitere Bilder |
| Alte Salzstraße 21 (Standort)                    | Gasthaus                                         | Zweigeschossiger, traufseitiger und verputzter Fachwerkbau mit Satteldach, rückseitig mit Holzlaube, ehemals bezeichnet mit „1641“ (Vertäfelung im Festsaal im Obergeschoss bezeichnet mit „1657“).                                 | D-5-76-151-122           | weitere Bilder |
| Alte Salzstraße 21; Feuchter Straße 1 (Standort) | Scheune                                          | Giebelständiger Sandsteinquader- und Fachwerkbau mit Steilsatteldach, 17./18. Jahrhundert. | D-5-76-151-122 zugehörig | weitere Bilder |
| Feuchter Straße 1 (Standort)                     | Stallgebäude                                     | Erdgeschossiger, traufseitiger Fachwerkbau mit Satteldach, 17./18. Jahrhundert. | D-5-76-151-122 zugehörig | weitere Bilder |
| Alte Salzstraße 23 (Standort)                    | Gutshaus in Hang- und Ecklage                    | Zweigeschossiger, verputzter Steilsatteldachbau mit Aufzugsdächlein, Fachwerkgiebel und rückseitigem Querbau, bezeichnet mit „1764“.                                                                                                | D-5-76-151-123           | weitere Bilder |
| Alte Salzstraße 23 (Standort)                    | Scheune                                          | Sandsteinquaderbau mit Steilsatteldach und Fachwerkgiebel, 18./19. Jahrhundert. | D-5-76-151-123 zugehörig | weitere Bilder |
| Alte Salzstraße 27 (Standort)                    | Ehemaliges Wohnstallhaus                         | Erdgeschossiger, traufseitiger und verputzter Sandsteinquaderbau mit Steilsatteldach, Fachwerkgiebel und südlich angebauter Tenne, im Kern 17. Jahrhundert.                                                                         | D-5-76-151-124           | weitere Bilder |
| Alte Salzstraße 27 (Standort)                    | Scheune                                          | Giebelständiger Fachwerkbau auf Sandsteinsockel mit Steilsatteldach, Ende 19. Jahrhundert. | D-5-76-151-124 zugehörig | weitere Bilder |
| Alte Salzstraße 33 (Standort)                    | Ehemaliger Bauernhof, ehemaliges Wohnstallhaus   | Erdgeschossiger, giebelständiger Sandsteinquaderbau mit Steilsatteldach und rückseitigem Fachwerkgiebel, bezeichnet mit „1752“. | D-5-76-151-125           | weitere Bilder |
| Alte Salzstraße 35 (Standort)                    | Ehemaliger Bauernhof, Scheune                    | Traufseitiger Sandsteinquaderbau mit Steilsatteldach, 1863. | D-5-76-151-125 zugehörig | weitere Bilder |
| Am Kirchberg 1 (Standort)                        | Pfarrhaus                                        | Zweigeschossiger, traufseitiger Sandsteinquaderbau mit Satteldach, im Kern vermutlich 16./17. Jahrhundert. | D-5-76-151-127           | weitere Bilder |
| Am Kirchberg 2 (Standort)                        | Evangelisch-lutherische Pfarrkirche St. Wolfgang | Saalkirche, Sandsteinquaderbau mit Steilsatteldach, eingezogenem, dreiseitig geschlossenem Chor und seitlichem Turm mit Spitzhelm, flachgedecktes Langhaus mit Empore und Chor mit Netzgewölbe, spätgotisch, 1436; mit Ausstattung. | D-5-76-151-128           | weitere Bilder |
| Am Kirchberg 2 (Standort)                        | Kirchhofmauer                                    | Sandsteinquaderbau, 16.–18. Jahrhundert. | D-5-76-151-128 zugehörig | weitere Bilder |
| Am Kirchberg 3 (Standort)                        | Ehemaliges Gasthaus                              | Zweigeschossiger, giebelständiger Sandsteinquaderbau mit Steilsatteldach und Fachwerkobergeschoss und -steilgiebel, im Kern um 1550, 17./18. Jahrhundert.                                                                           | D-5-76-151-129           | weitere Bilder |
| Am Kirchberg 3 (Standort)                        | Scheune                                          | Giebelständiger Sandsteinquaderbau mit Steilsatteldach und Fachwerkgiebel, im Kern um 1550, 17. Jahrhundert. | D-5-76-151-129 zugehörig | weitere Bilder |
| Am Kirchberg 3 (Standort)                        | Ehemaliges Stallgebäude                          | Erdgeschossiger, traufseitiger Fachwerkbau mit Satteldach, 19. Jahrhundert. | D-5-76-151-129 zugehörig | weitere Bilder |
| Am Zehnthof 5 a (Standort)                       | Scheune                                          | Fachwerkbau mit Steilsatteldach, 17./18. Jahrhundert, 1934 erneuert. | D-5-76-151-131           | weitere Bilder |
| Kugelhammerweg 2 (Standort)                      | Ehemaliges Wohnstallhaus                         | Erdgeschossiger, verputzter Sandsteinquaderbau mit Steilsatteldach und Fachwerkgiebel, bezeichnet mit „1742“. | D-5-76-151-134           | weitere Bilder |
| Schulstraße 2 (Standort)                         | Ehemaliges Schul- und Mesnerhaus                 | Erdgeschossiger Fachwerk- und Sandsteinquaderbau mit Walmdach und Zwerchhaus auf hohem Sandsteinunterbau, 1719, 1844 erneuert. | D-5-76-151-135           | weitere Bilder |

#### Außerhalb des Ensembles
| Lage | Objekt                                          | Beschreibung | Akten-Nr.                | Bild           |
| --- | ----------------------------------------------- | --- | ------------------------ | -------------- |
| In Verlängerung der Alten Salzstraße nach Sperberslohe/Allersberg, am westlichen Straßenrand im Wald (Standort) | Zwei Steinkreuze                                | Sandstein, 14./15. Jahrhundert. | D-5-76-151-126           | weitere Bilder |
| Nähe Feuchter Straße (Standort)                                                                                 | Friedhofskapelle                                | Giebelständiger Sandsteinquaderbau mit Satteldach und Giebelkreuz, neugotisch, zweite Hälfte 19. Jahrhundert. | D-5-76-151-132           | weitere Bilder |
| Nähe Feuchter Straße (Standort)                                                                                 | Friedhofsummauerung                             | Sandsteinquaderbau, gleichzeitig. | D-5-76-151-132 zugehörig | weitere Bilder |
| In der Lach 2, Ecke Alte Salzstraße (Standort)                                                                  | Zwei Steinkreuze und Rest eines dritten Kreuzes | Sandstein, mittelalterlich. | D-5-76-151-133           | weitere Bilder |
| Ludwig-Donau-Main-Kanal (Standort)                                                                              | Abschnitt des Ludwig-Donau-Main-Kanals          | Künstlich angelegte Wasserstraße zwischen Kelheim und Bamberg auf einer Länge von 173 Kilometern mit ehemals 100 Schleusen, zahlreichen wasser- und schifffahrtstechnischen Anlagen und Gebäuden zur Herstellung eines durchgehenden Wasserweges zwischen Nordsee und dem Schwarzen Meer, auf Veranlassung König Ludwigs I. von Bayern durch Heinrich Freiherr von Pechmann, 1836–45. | D-5-76-151-136           | weitere Bilder |
| Am Kanal 12 (Standort)                                                                                          | Kanalwärterhaus                                 | 1836–45. | D-5-76-151-136 zugehörig | weitere Bilder |
| Ludwig-Donau-Main-Kanal (Standort)                                                                              | Bruckkanal über den Gauchsbach                  | 1836–45. | D-5-76-151-136 zugehörig | weitere Bilder |
| Ludwig-Donau-Main-Kanal (Standort)                                                                              | Gauchsbach-Leitgraben                           | 1836–45. | D-5-76-151-136 zugehörig | weitere Bilder |
| Ludwig-Donau-Main-Kanal (Standort)                                                                              | Bogenbrücke                                     | 1836–45. | D-5-76-151-136 zugehörig | weitere Bilder |
| Ludwig-Donau-Main-Kanal (Standort)                                                                              | Schleuse 60                                     | Bestandteil des Ludwig-Donau-Main-Kanals, Kammerschleuse mit Massivbrücke, Sandstein, 1836/45. | D-5-76-151-144           | weitere Bilder |
| Ludwig-Donau-Main-Kanal; Netzelholz (Standort)                                                                  | Schleuse 61                                     | Bestandteil des Ludwig-Donau-Main-Kanals, Kammerschleuse mit Massivbrücke, Sandstein, 1836/45. | D-5-76-151-145           | weitere Bilder |
| Schleusen 61 (Standort)                                                                                         | Schleusenwärterhaus                             | Eingeschossiger massiver Flachsatteldachbau, Rotsandstein, 1836/45. | D-5-76-151-145 zugehörig | weitere Bilder |
| Ludwig-Donau-Main-Kanal (Standort)                                                                              | Schleuse 62                                     | Bestandteil des Ludwig-Donau-Main-Kanals, Kammerschleuse, Sandstein, 1836/45. | D-5-76-151-146           | weitere Bilder |
| Ludwig-Donau-Main-Kanal (Standort)                                                                              | Schleuse 63                                     | Bestandteil des Ludwig-Donau-Main-Kanals, Kammerschleuse mit angrenzender Anlände, Sandstein, durch moderne Straßenbrücke gestört, 1836/45. | D-5-76-151-149           | weitere Bilder |

### Sorg
| Lage                      | Objekt                                    | Beschreibung | Akten-Nr.                | Bild           |
| ------------------------- | ----------------------------------------- | --- | ------------------------ | -------------- |
| Schloßsteig 12 (Standort) | Kleinhaus                                 | Erdgeschossiger, giebelständiger und verputzter Fachwerkbau mit Satteldach, um 1800. | D-5-76-151-151           | BW             |
| Talstraße 1 (Standort)    | Schlösschen                               | Dreigeschossiger, traufseitiger und verputzter Satteldachbau mit Zwerchhäusern und Putzgliederung, um 1660/80 durch den österreichischen Exulanten Franz von Schwab auf Lichtenberg erbaut, Umbau 1730/40. | D-5-76-151-154           | weitere Bilder |
| Talstraße 1 (Standort)    | Wirtschaftsgebäude                        | Erdgeschossiger Sandsteinquaderbau mit Satteldach, 19. Jahrhundert. | D-5-76-151-154 zugehörig | weitere Bilder |
| Talstraße 2 (Standort)    | Ehemaliges Gasthaus                       | Zweigeschossiger, traufseitiger Sandsteinquaderbau mit Satteldach, 1766, Ende 19. Jahrhundert überformt.                                                                                                   | D-5-76-151-152           | weitere Bilder |
| Talstraße 2 a (Standort)  | Ehemalige Scheune                         | Traufseitiger Sandsteinquaderbau mit Steilsatteldach und Fachwerkgiebel, 19. Jahrhundert. | D-5-76-151-152 zugehörig | weitere Bilder |
| Talstraße 10 (Standort)   | Wohnhaus über ehemaligem Befestigungsturm | Dreigeschossiger, turmartiger und giebelständiger Satteldachbau mit verputztem Fachwerkobergeschossen und -giebel, wohl spätmittelalterlich, Obergeschosse 18. Jahrhundert.                                | D-5-76-151-150           | weitere Bilder |
| Talstraße 20 (Standort)   | Wohnhaus                                  | Erdgeschossiger, traufseitiger und verputzter Satteldachbau, mit Mittelrisalit und Ziermotiven am Traufgesims, letztes Viertel 19. Jahrhundert; ehemals zur Fabrik gehörig.                                | D-5-76-151-153           | weitere Bilder |

### Sperberslohe
| Lage                              | Objekt                   | Beschreibung | Akten-Nr.                | Bild           |
| --------------------------------- | ------------------------ | --- | ------------------------ | -------------- |
| Allersberger Straße 4 (Standort)  | Ehemalige Mühle          | Zweigeschossiger, giebelständiger Sandsteinquaderbau mit Steilsatteldach, traufseitig mit Fachwerkobergeschoss, frühes 19. Jahrhundert.                                                    | D-5-76-151-159           | weitere Bilder |
| Allersberger Straße 7 (Standort)  | Wohnstallhaus            | Erdgeschossiger, giebelständiger Sandsteinquaderbau mit Steilsatteldach, bezeichnet mit „1846“.                                                                                            | D-5-76-151-155           | weitere Bilder |
| Allersberger Straße 7 (Standort)  | Kleintierstall           | Erdgeschossiger Sandsteinquaderbau mit Satteldach und Fachwerkgiebel, 19. Jahrhundert. | D-5-76-151-155 zugehörig | BW             |
| Allersberger Straße 7 (Standort)  | Backhaus                 | Verputzter Sandsteinquaderbau mit Satteldach, 20. Jahrhundert. | D-5-76-151-155 zugehörig | BW             |
| Allersberger Straße 7 (Standort)  | Einfriedung              | Pfeilgitterzaun und Sandsteinpfeiler, bezeichnet mit „1862“. | D-5-76-151-155 zugehörig | weitere Bilder |
| Allersberger Straße 9 (Standort)  | Ehemaliges Wohnstallhaus | Erdgeschossiger, traufseitiger Sandsteinquaderbau mit Steilsatteldach und südlichem Fachwerkgiebel, zweite Hälfte 19. Jahrhundert.                                                         | D-5-76-151-156           | BW             |
| Allersberger Straße 11 (Standort) | Ehemaliges Wohnstallhaus | Erdgeschossiger, traufseitiger Sandsteinquader- und Fachwerkbau mit Steilsatteldach, Fachwerkgiebeln und Aufzugsdächlein, wohl zweite Hälfte 18. Jahrhundert, Umbau bezeichnet mit „1838“. | D-5-76-151-157           | weitere Bilder |

### Keinem Gemeindeteil zugeordnet
| Lage | Objekt                                 | Beschreibung | Akten-Nr.      | Bild |
| --- | -------------------------------------- | --- | -------------- | ---- |
| Bahnlinie Nürnberg-Ingolstadt; Die Schwarzach halber Grenzbach; Ludwig-Donau-Main-Kanal; Netzelholz; Brückkanal 1; Nerreter Gemeinde; Am Kanal 12 () | Abschnitt des Ludwig-Donau-Main-Kanals | künstlich angelegte Wasserstraße zwischen Kelheim und Bamberg auf einer Länge von 173 km mit ehemals 100 Schleusen, zahlreichen wasser- und schifffahrtstechnischen Anlagen und Gebäuden zur Herstellung eines durchgehenden Wasserweges zwischen Nordsee und dem Schwarzen Meer, auf Veranlassung König Ludwigs I. von Bayern durch Heinrich Freiherr von Pechmann, 1836–45; Bruckkanal über die Schwarzach, 1836–45; Kanalwärterhaus, 1836–45; Grundablass mit Einlauf in die Schwarzach, 1836–45; Bruckkanal über den Gauchsbach, 1836–45; Gauchsbach Leitgraben, 1836–45; Bogenbrücke, 1836–45. | D-5-76-151-136 |      |

## Ehemalige Baudenkmäler
In diesem Abschnitt sind Objekte aufgeführt, die früher einmal in der Denkmalliste eingetragen waren, jetzt aber nicht mehr. Objekte, die in anderem Zusammenhang – also z. B. als Teil eines Baudenkmals – weiter eingetragen sind, sollen hier nicht aufgeführt werden. Aktennummern in diesem Abschnitt sind ehemalige, jetzt nicht mehr gültige Aktennummern.

| Lage                                          | Objekt   | Beschreibung | Akten-Nr.     | Bild           |
| --------------------------------------------- | -------- | --- | ------------- | -------------- |
| Wendelstein Kirchenstraße 24 (Standort)       | Wohnhaus | Zweigeschossiger, traufseitiger Steilsatteldachbau mit Fachwerkobergeschoss und -giebel, 1890 durch Umbau aus Wirtschaftsgebäude entstanden, Fachwerkobergeschoss von 1938. | D-5-76-151-38 | weitere Bilder |
| Kleinschwarzenlohe Rangaustraße 30 (Standort) | Scheune  | Traufseitiger Fachwerkbau mit Steilsatteldach, um 1800. | D-5-76-151-98 | BW             |

## Abgegangene Baudenkmäler
| Lage                                          | Objekt                        | Beschreibung | Akten-Nr.      | Bild                          |
| --------------------------------------------- | ----------------------------- | --- | -------------- | ----------------------------- |
| Wendelstein Hauptstraße 2 (Standort)          | Ehemalige Badstube            | Erdgeschossiger Traufseitbau des 15./16. Jahrhunderts, im 18. Jahrhundert überformt. 2012 transloziert ins Freilandmuseum Bad Windsheim. | D-5-76-151-11  | weitere Bilder                |
| Kleinschwarzenlohe Rangaustraße 14 (Standort) | Ehemaliges Gasthaus zur Linde | Erdgeschossiger Sandsteinquaderbau, bezeichnet mit „1746“. 2014 abgerissen.                                                              | D-5-76-151-93  | Ehemaliges Gasthaus zur Linde |
| Raubersried Dobeneckstraße 6 (Standort)       | Wohnstallhaus                 | Erdgeschossiger, giebelständiger und verputzter Fachwerkbau mit Steilsatteldach, 18./frühes 19. Jahrhundert.                             | D-5-76-151-166 | weitere Bilder                |